# هاري بارنز (سياسي)
هاري بارنز (بالإنجليزية: Harry Barnes)‏ هو سياسي بريطاني (وحمل سابقاً جنسية المملكة المتحدة لبريطانيا العظمى وأيرلندا)، ولد في 5 ديسمبر 1870، وتوفي في 12 أكتوبر 1935. حزبياً، نشط في الحزب الليبرالي. في الانتخابات العمومية البريطانية 1918 ‏، انتخب عضو برلمان المملكة المتحدة الـ31 عن دائرة Newcastle upon Tyne East ‏ (14 ديسمبر 1918 – 26 أكتوبر 1922).